# EX-203
La EX-203 es una carretera de titularidad de la Junta de Extremadura de categoría intercomarcal. La denominación es EX-203, de Plasencia a límite de provincia de Ávila por Jaraíz de la Vera. También es conocida como la carretera de La Vera. 
Esta se trata de la antigua C-501, cuya nomenclatura cambió a EX-203 al redefinirse la Red de Carreteras de Extremadura en 1997. Además se encuentra acondicionada dentro de las actuaciones previstas en el Plan Regional de Carreteras de Extremadura.
Tiene como origen la intersección con la N-110, cerca de la localidad de Plasencia. (40°01′58″N 6°04′26″O / 40.032792, -6.073767). Su final está en el límite de provincia de Ávila, cerca de la localidad de Madrigal de la Vera y se continúa el itinerario por la CL-501. (40°08′52″N 5°21′24″O / 40.147894, -5.356583)

## Trazado, localidades y carreteras enlazadas
La longitud real de la carretera es de 82.130 m, de los que la totalidad discurren en la provincia de Cáceres.
Su desarrollo es el siguiente:
| P. K.           | HITO                                                                |
| --------------- | ------------------------------------------------------------------- |
| 0+000           | Inicio: N-110 (Plasencia)                                           |
| 8+000           | Intersección CC-18.2 (Malpartida de Plasencia) y CC-18.1 (Gargüera) |
| 15+110          | Intersección EX-389 (La Bazagona)                                   |
| 15+220 - 15+240 | Puente sobre Garganta de Gargüera                                   |
| 16+080          | Intersección CC-31.1 (Arroyomolinos de la Vera)                     |
| 19+700 - 20+620 | Travesía de Tejeda de Tiétar                                        |
| 20+470          | Intersección CC-42 (Pasarón de la Vera)                             |
| 23+560          | Intersección EX-213 (Arroyomolinos de la Vera)                      |
| 25+560 - 30+400 | Travesía de Torremenga                                              |
| 31+420 - 33+170 | Travesía de Jaraíz de la Vera                                       |
| 31+790          | Intersección CC-31.3 (Pasarón de la Vera)                           |
| 32+680          | Intersección EX-392 (Talayuela)                                     |
| 32+750          | Intersección CC-89 (Collado de la Vera)                             |
| 33+900          | Intersección CC-17.3 (Garganta la Olla)                             |
| 35+220          | Intersección carretera al Lago de Jaraíz.                           |
| 35+790 - 35+860 | Puente sobre Garganta de Pedro Chate                                |
| 36+610          | Intersección carretera al Lago de Jaraíz.                           |
| 38+830 - 39+840 | Travesía de Cuacos de Yuste                                         |
| 39+070          | Intersección EX-391 (Monasterio de Yuste)                           |
| 42+050 - 42+060 | Puente sobre Garganta de Los Guachos                                |
| 42+580 - 44+530 | Travesía de Aldeanueva de la Vera)                                  |
| 44+100 - 44+230 | Puente sobre Garganta San Gregorio                                  |
| 47+130 - 47+170 | Puente sobre Garganta de Jaranda                                    |
| 47+630 - 49+430 | Travesía de Jarandilla de la Vera                                   |
| 49+500 - 49+550 | Travesía de Losar de la Vera                                        |
| 48+490          | Intersección CC-45                                                  |
| 49+010          | Intersección CC-135 (Robledillo de la Vera)                         |
| 58+310 - 58+340 | Puente sobre Garganta de Cuartos                                    |
| 60+280          | Intersección camino a zona regable                                  |
| 63+760          | Intersección carretera a Viandar de la Vera                         |
| 65+290          | Intersección carretera a Talaveruela de la Vera                     |
| 66+070 - 66+150 | Puente sobre Garganta Naval                                         |
| 66+840          | Intersección camino a Barquilla de Pinares                          |
| 66+880 - 68+490 | Travesía de Valverde de la Vera                                     |
| 70+190 - 72+670 | Travesía de Villanueva de la Vera                                   |
| 72+530 - 72+580 | Puente sobre Garganta de Gualtaminos                                |
| 73+640          | Intersección camino a Vega de la Barca                              |
| 77+200 - 77+250 | Puente sobre Garganta de Minchones                                  |
| 80+500 - 81+710 | Travesía de Madrigal de la Vera                                     |
| 81+170          | Intersección EX-384 (Oropesa)                                       |
| 82+020 - 82+070 | Puente sobre Garganta de Alardos                                    |
| 82+130          | Fin: Límite de provincia de Ávila ( CL-501 )                        |

### Otros datos de interés
(IMD, estructuras singulares, tramos desdoblados, etc.).
La carretera tiene una plataforma de 9 metros, con dos carriles de 3,50 metros y dos arcenes de 1 m.
Los datos sobre Intensidades Medias Diarias en el año 2006 son los siguientes:
| P. K.                        | IMD   | Ligeros | Pesados | % Pesados |
| ---------------------------- | ----- | ------- | ------- | --------- |
| 7+100                        | 3.252 | 3.163   | 89      | 2,8       |
| 15+000                       | 2.976 | 2.889   | 86      | 2,9       |
| 20+300 (Tejeda de Tiétar)    | 2.882 | 2.761   | 122     | 4,2       |
| 30+900 (Jaraíz de la Vera)   | 4.253 | 3.923   | 330     | 7,8       |
| 41+000                       | 2.632 | 2.496   | 136     | 5,2       |
| 54+000 (Losar de la Vera)    | 1.786 | 1.723   | 63      | 3,5       |
| 62+800                       | 1.254 | 1.114   | 140     | 11,2      |
| 80+000 (Madrigal de la Vera) | 1.124 | 1.010   | 114     | 10,1      |